# Désiodase

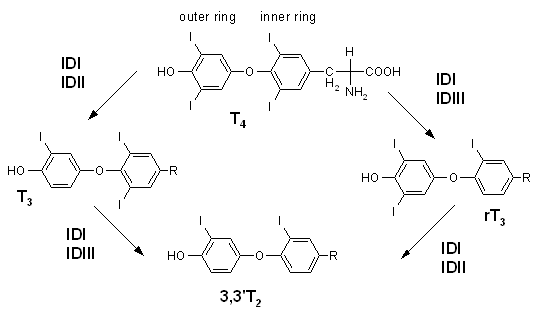
Iodothyronine désiodase.

La désiodase, iodure-peroxidase ou monodésiodase est une enzyme peroxydase impliquée dans l'activation ou la désactivation des hormones thyroïdiennes.

## Types
Les types de désiodase comprennent :
| famille                 | groupe prothétique           | gènes            |
| ----------------------- | ---------------------------- | ---------------- |
| Iodothyronine désiodase |                              | DIO1, DIO2, DIO3 |
| Iodotyrosine désiodase  | Flavine mononucléotide (FMN) | IYD              |

Les iodothyronines désiodase catalysent la libération d'iode directement à partir des hormones thyronine. Ce sont des protéines membranaires dépendantes de la sélénocystéine avec un domaine catalytique ressemblant à celui des peroxirédoxines (Prx). Trois isoformes apparentées, les désiodases de type I, II et III, contribuent à l'activation et à l'inactivation du précurseur hormonal T4 (thyroxine) initialement libéré en T3 (triiodothyronine) ou rT3 (triiodothyronine inverse) dans les cellules cibles. Les enzymes catalysent l'élimination réductrice de l'iode (les différentes isoformes attaquent différentes positions de la thyronine), s'oxydant ainsi de manière similaire à Prx, avant un recyclage de l'enzyme par réduction.
L'iodotyrosine désiodase contribue à la dégradation des hormones thyroïdiennes. Elle libère de l'iode, pour une utilisation renouvelée, à partir de tyrosines iodées résultant du catabolisme des iodothyronines. L'iodotyrosine désiodase emploie un cofacteur mononucléotidique de la flavine et appartient à la superfamille des NADH oxydase / flavine réductase.